# Exoprosopa porricella
Exoprosopa porricella är en tvåvingeart som beskrevs av Hesse 1956. Exoprosopa porricella ingår i släktet Exoprosopa och familjen svävflugor. Inga underarter finns listade i Catalogue of Life.